# Libkovice
Libkovice (deutsch Liquitz, früher auch Lubcouiz, Lubcowitz, Luczkowicz, Lucwicz, Likwjcze) ist ein Ortsteil von Mariánské Radčice im Okres Most, Tschechien. Libkovice liegt am Bach Lomský potok (Brüchnergrundbach) im nordöstlichen Teil des Okres Most.

## Geschichte

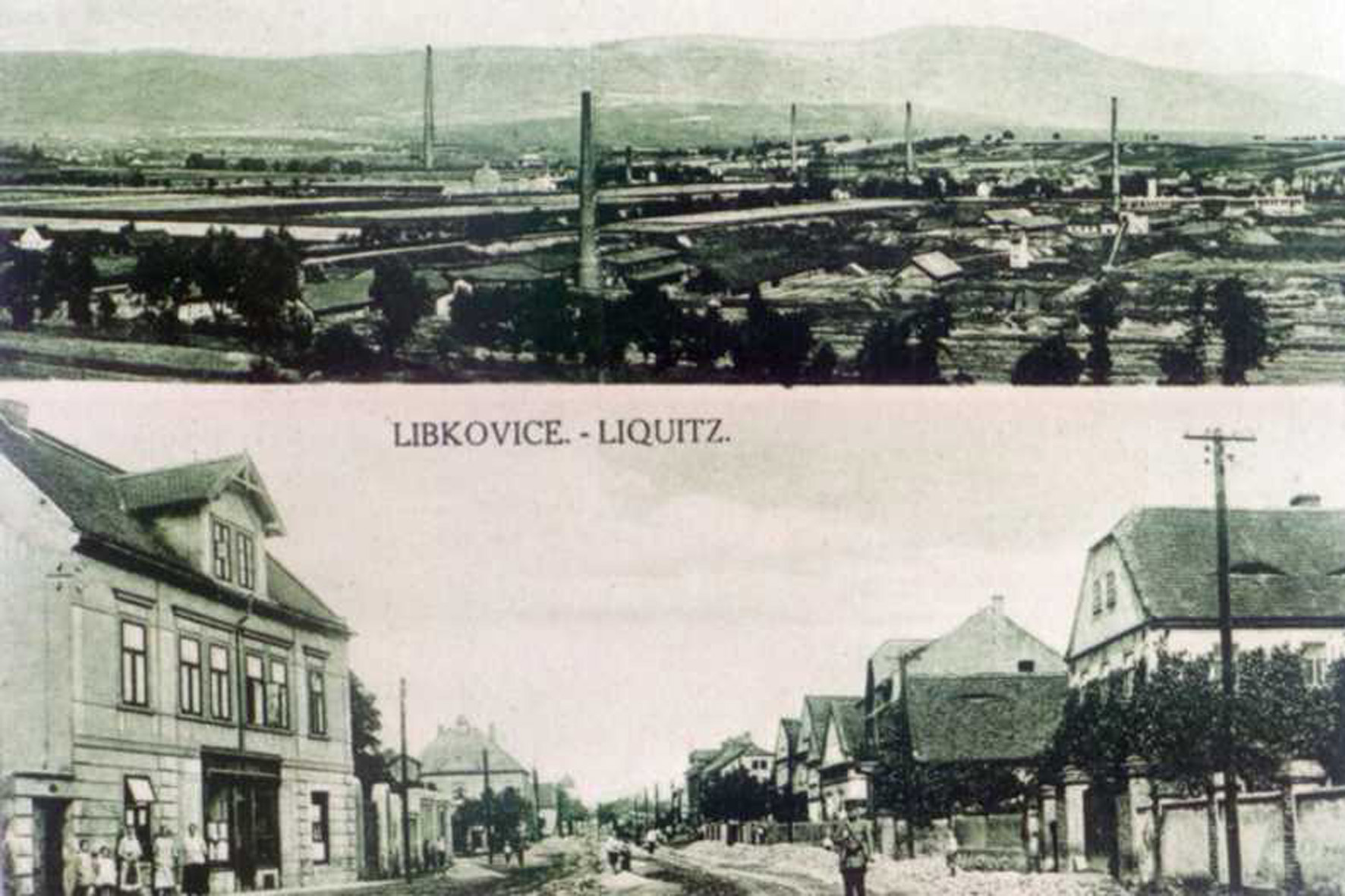
Libkovice / Liquitz (um 1900)

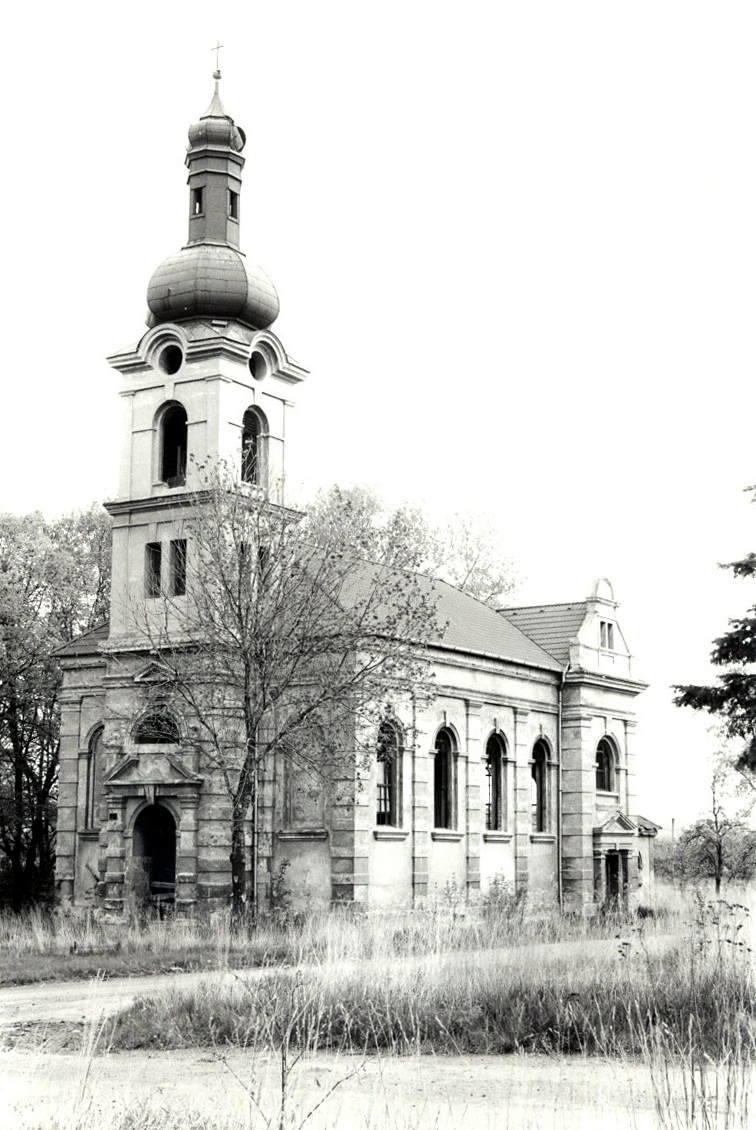
Kirche St. Michael (1998)

Der Ort wurde erstmals 1186 in der Schenkungsurkunde des Fürsten Friedrich erwähnt, in der er dem Spital des Hl. Johann von Jerusalem die Schenkung des Dorfes bestätigte. 1240 erwarb Slavko, Abt des Klosters in Ossegg, von seinem Verwandten Wenzel von Hrabischitz einen Teil des Dorfes. Im Eigentum des Klosters blieb die Gemeinde bis zur Bodenreform 1848.
Mitte des 18. Jahrhunderts lebten im Dorf 45 Landwirte, ein Weber, Schuhmacher und 2 Müller mit ihren Familien. 1833 zählte die Gemeinde 321 Einwohner, deren Zahl aufgrund des Aufschwungs des Bergbaus 1930 bis auf 2.314 Menschen anstieg. Die meisten Menschen waren in der 1884 eröffneten Kaisergrube bei Maria Ratschitz und dem 1899 eröffneten Schacht Johann I. in Lom beschäftigt. Anfang des 20. Jahrhunderts ergaben sich neue Verdienstmöglichkeiten auch in den in Ort angesiedelten Ziegelei, der Keramikfabrik Epiag, der Glasfabrik Lidrusk und der Liquitzer Keramischen Werken.
Die Pseudorenaissance-Kirche des Hl. Michael, die auf den Fundamenten der Pfarrkirche aus dem 14. Jahrhundert aufgebaut wurde, ist ebenfalls abgerissen worden. Die Säule der Heiligsten Dreieinigkeit (1739) wurde nach Horní Litvínov (Oberleutensdorf) verlegt, die Kapelle der sieben Leiden der Jungfrau Maria nach Vtelno (Wteln).
Die Überreste wurden in Mariánské Radčice (Maria Ratschitz) eingemeindet. 1991 hatte der Ort 257 Einwohner. Im Jahr 2001 bestand das Dorf aus einem Wohnhaus, in dem 3 Menschen lebten. 
Das eigentliche Dorf wurde zu Beginn der 1990er Jahre aufgrund der Ausweitung des Kohleabbaus des Schachts Dolni Hlubina liquidiert. Die Kirche St. Michael wurde 2002 abgerissen.
Zu der angekündigten Braunkohleförderung ist es bislang nicht gekommen.

## Söhne und Töchter der Gemeinde
- Antonín Kubálek (1935–2011), kanadischer Pianist und Musikpädagoge